# Neocompsa serrana
Neocompsa serrana är en skalbaggsart som först beskrevs av Martins 1962.  Neocompsa serrana ingår i släktet Neocompsa och familjen långhorningar. Inga underarter finns listade i Catalogue of Life.